# マンダパム・キャンプ
マンダパム・キャンプ（Mandapam camp） は、インド タミル・ナードゥ州都マンダパム（Mandapam, 北緯9度17分 東経79度07分 / 北緯9.28度 東経79.12度）に、1900年代英国政府が建てた、スリランカからインドへの移住者のためのキャンプ。
- 1970年代、タミル・タイガーとスリランカ政府の紛争開始。
- 1983年、内戦開始。資金を持つ市民は、カナダ、英国、オーストラリアへ移住。　その他の市民70,000人は、スリランカ北部の街マンナー（Mannar）からマンダパムの難民キャンプへ移動。　成人は500g、子どもは400gの米を毎日支給される。

## 参照
- http://www.rediff.com/news/2004/oct/22spec.htm
- http://sangam.org/taraki/articles/2006/06-27_Refugees_Mandapam.php?uid=1806
- http://www.hindu.com/2006/01/24/stories/2006012415090100.htm
- https://web.archive.org/web/20110707004510/http://ocha-gwapps1.unog.ch/rw/rwb.nsf/db900sid/AMMF-6RVJUP?OpenDocument
- http://query.nytimes.com/gst/fullpage.html?res=9B0DE4DE1231F937A15755C0A961948260
- http://www.adeptasia.org/Publication/127/Mandapam%20Fact%20File.pdf